# Saint-Fiacre (Côtes-d’Armor)
Saint-Fiacre település Franciaországban, Côtes-d’Armor megyében. Lakosainak száma 212 fő (2022. január 1.). Saint-Fiacre Lanrodec, Boqueho, Plésidy, Saint-Gildas, Saint-Péver és Senven-Léhart községekkel határos.

## Népesség
A település népessége az elmúlt években az alábbi módon változott:
| Lakosok száma | 299  | 232  | 207  | 219  | 222  | 215  | 212  | 213  | 214  | 212  |
|               | 1968 | 1982 | 1990 | 2006 | 2013 | 2015 | 2017 | 2019 | 2020 | 2022 |